# 道後エクスプレスふくおか

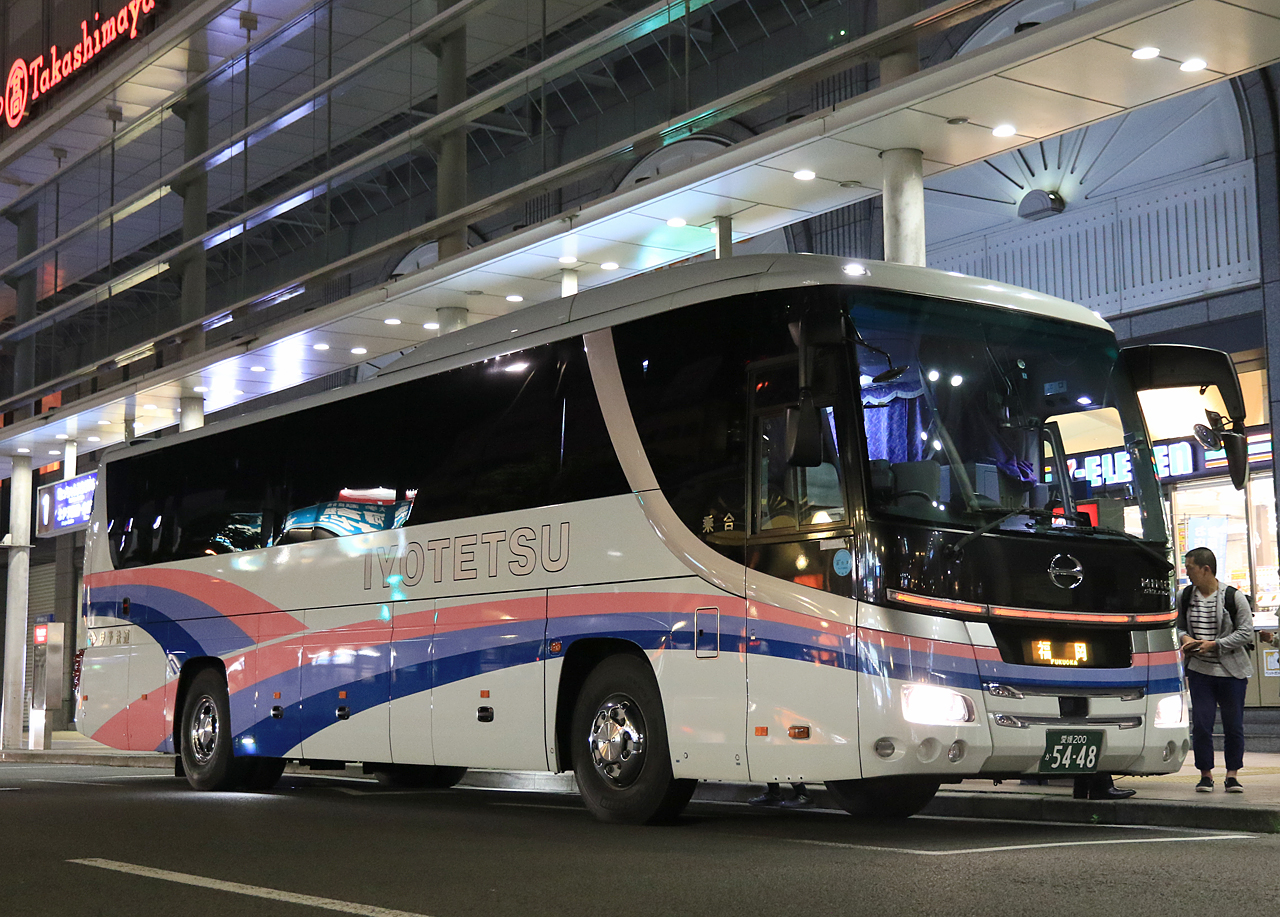
道後エクスプレスふくおか号（伊予鉄バス）

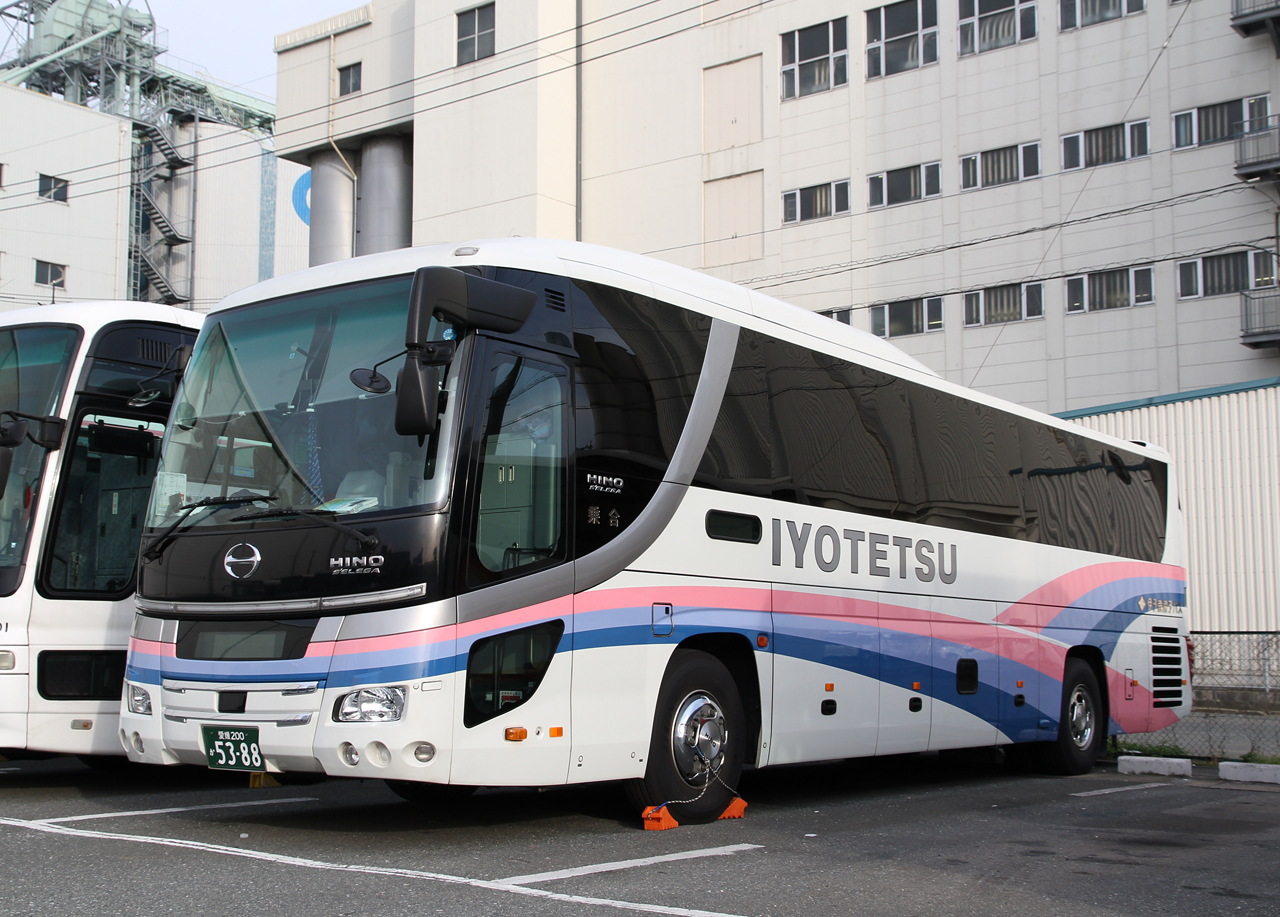
道後エクスプレスふくおか号（伊予鉄南予バス）

道後エクスプレスふくおか（どうごエクスプレスふくおか）は、福岡県福岡市・北九州市と愛媛県今治市・松山市を結ぶ夜行高速バスである。
全便座席指定制のため、乗車には予約が必要。

## 概要

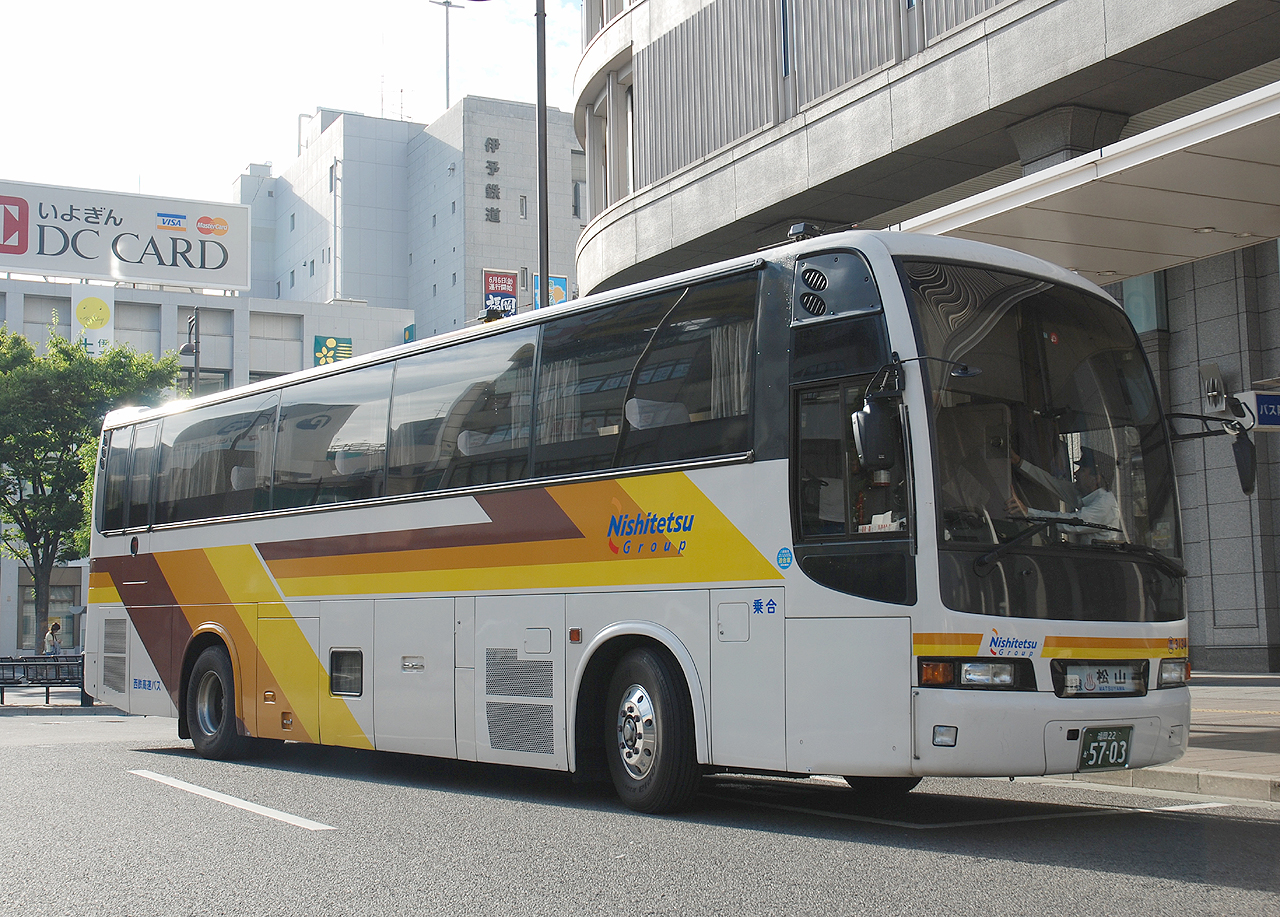
道後エクスプレスふくおか号（西鉄高速バス）現在は運行から撤退している。

福岡と高知を結ぶはりまや号・福岡と高松を結ぶさぬきエクスプレス福岡に続く福岡と四国を結ぶ3路線目の夜行高速バス路線として、西鉄高速バスと伊予鉄バス（旧伊予鉄道自動車部）の共同運行で2008年6月6日から運行を開始した。運行開始当初は、2009年1月31日までの試行運行としていたが、運行期間満了後の2009年2月1日以降も運行が継続された。
伊予鉄バスは九州方面へは初めての路線開設、また、しまなみ海道を通る初めての定期夜行路線となった。
2010年4月1日より西鉄高速バスは運行から撤退し、伊予鉄バスと伊予鉄南予バスとの共同運行となった。
2018年3月1日より瀬戸内運輸が参入し、今治市内（今治駅前、今治桟橋）にも停車するようになった。また、同年7月1日からは黒崎インター引野口・砂津に停車しなくなった。

## 運行会社
- 伊予鉄バス
  - 担当営業所：松山室町営業所
- 伊予鉄南予バス
  - 担当営業所：八幡浜営業所（八幡浜～松山間回送）
- 瀬戸内運輸
  - 担当営業所：今治営業所 (今治〜松山間回送)
- 福岡側の運行支援は西日本鉄道福岡高速自動車営業所が担当。

## 運行経路・停車停留所
太字は停留所または途中休憩地点。福岡県内のみ及び愛媛県内のみの利用不可。
- 西鉄天神高速バスターミナル - 博多バスターミナル - 呉服町出入口 / 博多駅東出入口 - （福岡都市高速2号線・1号線・4号線） - 福岡IC - （九州自動車道） - 八幡IC - （北九州都市高速4号線） - 足立出入口 - （国道3号・国道199号） -  小倉駅前 - （平和通り・小文字通り） - 富野出入口 - （北九州都市高速4号線） - 門司IC - （関門橋） -（関門橋・中国自動車道・山陽自動車道・尾道福山自動車道・西瀬戸自動車道） - 今治IC - 今治駅前 - 今治桟橋 - （松山自動車道）- 川内インター - 松山インター口 - 余戸南インター　- 大街道 - 松山市駅 - 松山室町営業所